# Eduards Smiļģis
Eduards Smiļģis, né à Riga le 23 novembre 1886 et mort le 19 avril 1966 dans la même ville, est un acteur et metteur en scène letton, fondateur du théâtre Dailes. L’association théâtrale de Lettonie remet le prix annuel Spēlmaņu nakts le jour de son anniversaire, pour lui rendre hommage.

## Biographie
Eduards Smilgis est né dans la famille de fonctionnaire Jānis Smilgis. Il obtient le diplôme d'ingénieur en 1906, après les études à l'école allemande de l'association des artisans de Riga (Rīgas Vācu amatnieku biedrības skola). Il commence à participer aux spectacles du théâtre Apollo et du Théâtre letton de Riga (Rīgas Latviešu teātris) en 1906, et du Nouveau théâtre de Riga en 1912.
En 1920, avec quelques collègues acteurs il fonde le théâtre Dailes dont il reste directeur artistique jusqu'en 1964.
L'artiste est distingué officier de l'Ordre des Trois Étoiles en 1926, puis, commandeur en 1937.
Il est auteur de nombreux articles sur l'art théâtral et du livre sur l'actrice du théâtre National de Lettonie Berta Rūmniece (1865-1953) publié en 1950.
Eduards Smilgis est inhumé au cimetière Rainis à Riga.
En 1967, Imants Krenbergs et Laimons Gaigals lui consacrent un documentaire Eduards Smiļģis. Sa maison à Riga accueille le musée du théâtre depuis 1977. La même année, dans le jardin du musée, fut érigé le monument à l'effigie de l'artiste, l’œuvre de Ligita Franckeviča. La rue porte également son nom.